# Helmut Hilz (Bibliothekar)

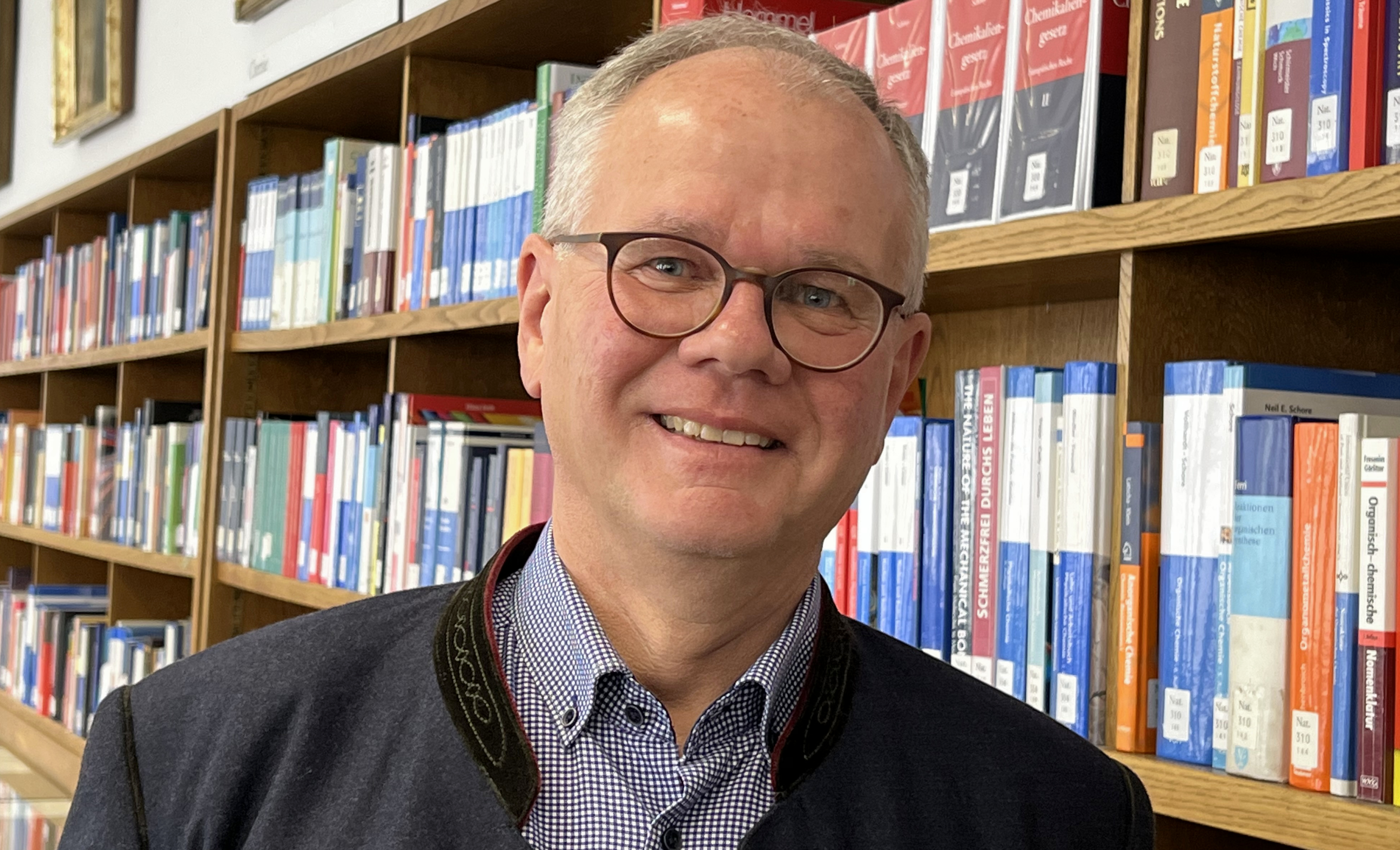
Helmut Hilz (2023)

Helmut Hilz (* 9. Oktober 1962 in Passau) ist ein deutscher Historiker und Bibliothekar. Von 1995 bis 1998 leitete er die Bibliothek Wirtschaftswissenschaften und Statistik der Universitätsbibliothek München. Seit 1998 ist er Leiter der Bibliothek des Deutschen Museums mit ihren rund 991.000 Bänden, dem größten Gesamtbestand einer Museumsbibliothek in Deutschland.

## Herkunft und Ausbildung
Hilz besuchte in Untergriesbach im Landkreis Passau von 1973 bis 1982 das Gymnasium.
Von 1983 bis 1988 studierte er Sozial- und Wirtschaftsgeschichte, Geschichte und Volkswirtschaftslehre an der Universität München. 1992 promovierte er dort in Sozial- und Wirtschaftsgeschichte zum Dr. rer. pol.
Von 1988 bis 1993 war Hilz Mitarbeiter am Institut für Sozial- und Wirtschaftsgeschichte der LMU München und am Zentralinstitut für Geschichte der Technik der TU München. Erste Erfahrungen im Deutschen Museum sammelte Hilz von 1990 bis 1992 als Mitglied des dortigen Graduiertenkollegs „Wechselbeziehungen zwischen Naturwissenschaft und Technik“.

## Beruflicher Werdegang
Von 1993 bis 1995 leistete Hilz ein Bibliotheksreferendariat an der Bibliotheksakademie Bayern ab. Anschließend leitete er die Bibliothek Wirtschaftswissenschaften und Statistik der Universitätsbibliothek München. Seit Dezember 1998 leitet er die Bibliothek des Deutschen Museums. Von Anbeginn seiner Tätigkeit im Deutschen Museum ist er um die Öffnung der Bibliothek nach außen bemüht, er organisiert Ausstellungen zu verschiedenen Themen und führte 2017 erstmals einen „Tag der offenen Tür“ in der Bibliothek ein. Zu besonderen Anlässen wie dem Welttag des Buches veranstaltet Hilz in der Bibliothek Führungen und Lesungen zu aktuellen Themen und gelegentlich auch Workshops für Kinder.
Unter der Federführung von Hilz wurden zwischen 2006 und 2016 der vorhandene Zettelkatalog sowie urheberrechtsfreie Werke in der Bibliothek des Deutschen Museums digitalisiert und damit teilweise einer digitalen Suche zugänglich gemacht.
Helmut Hilz ist in der Bibliothek auch verantwortlich für die Schenkungen der Büchersammlungen von Privatpersonen. Einen besonderen Stellenwert nimmt hierbei die Luftfahrtsammlung des Karl von Brug ein, einem Studienkollegen des Museumsgründers Oskar von Miller an der Technischen Hochschule München. Brugs seltene Bücher und Druckgrafiken, die er bereits 1905 der Museumsbibliothek übertrug, sind Teil der rund 15.000 Libri rari der Bibliothek. Eine der wertvollsten Sammlungen wissenschaftshistorisch bedeutsamer Werke vom sechzehnten bis zum neunzehnten Jahrhundert vermachte Anfang des 21. Jahrhunderts der Stuttgarter Unternehmer Helmut Fischer der Bibliothek.

## Lehrtätigkeit
Von 1988 bis 1991 unterrichtete Hilz bei Wolfgang Zorn am Lehrstuhl für Sozial- und Wirtschaftsgeschichte der Universität München Grundkurse zum Thema „Wirtschaftswissenschaftliche Grundlagen des Studiums der Sozial- und Wirtschaftsgeschichte“. Seit 1995 ist er Lehrbeauftragter für den Themenbereich „Buch- und Bibliotheksgeschichte“ an der Hochschule für den öffentlichen Dienst in Bayern, seit 1997 ist er Dozent an der Bibliotheksakademie Bayern und unterrichtet dort über Buchgeschichte.
Darüber hinaus hält Helmut Hilz auf Konferenzen im In- und Ausland häufig Vorträge über seine verschiedenen Fachgebiete und gibt Interviews in diversen Medien sowie im Podcast des Deutschen Museums.

## Mitgliedschaften
Helmut Hilz gehört dem Stiftungsrat der Eisenbibliothek Schaffhausen an.

## Publikationen
In seinen Büchern, Vorträgen und Aufsätzen widmet sich Hilz vor allem der Buch- und Bibliotheksgeschichte sowie der Wirtschafts- und Technikgeschichte Bayerns und auch anderer Länder. In seiner 2019 erschienenen Einführung in die Buchgeschichte geht er auf die Epochen schriftlicher Zeugnisse ein, spannt dabei den Bogen von den Papyri und Buchrollen bis hin zum elektronischen Buch und seiner Konkurrenz zum gedruckten Buch. Auf seiner Website bietet das Deutsche Museum einen Überblick über die Veröffentlichungen von Helmut Hilz, die er im Rahmen seiner Tätigkeit im Deutschen Museum erstellt hat.
Veröffentlichungen (Auswahl)
- Helmut Hilz: Geschichte des Buches Von der Alten Welt bis zur Gegenwart, Verlag C.H. Beck, München, 2022.[13] ISBN 978-3-406-78810-9
- Helmut Hilz: Buchgeschichte: eine Einführung. De Gruyter Saur, Berlin, 2019. ISBN 978-3-11-040515-6
- Die Bibliothek des Deutschen Museums. Geschichte – Sammlung – Bücherschätze. München: Deutsches Museum, 2017. ISBN 978-3-940396-55-6
- Dirk Bühler, Hartwig Schmidt, Helmut Hilz: Museum aus gegossenem Stein. Betonbaugeschichte im Deutschen Museum. Deutsches Museum, München, 2015. ISBN 978-3-95645-650-3
- Theatrum Machinarum. Das technische Schaubuch der frühen Neuzeit. München: Deutsches Museum, 2008. ISBN 978-3-940396-03-7
- Eisenbrückenbau und Unternehmertätigkeit in Süddeutschland. Heinrich Gerber (1832–1912). Stuttgart: Steiner, 1993. (= Zeitschrift für Unternehmensgeschichte / Beiheft, 80). Zugl.: München, Univ., Diss., 1992; ISBN 978-3-515-06286-2